# Zodarion rubidum
Zodarion rubidum là một loài nhện trong họ Zodariidae. 
Loài này thuộc chi Zodarion. Zodarion rubidum được Eugène Simon miêu tả năm 1914.
Giống như hầu hết các loài Zodariidae, Z. rubidum là một con nhện ăn kiến. Nó lừa loài kiến đỏ, chẳng hạn như Myrmica sabuleti khi ấu trùng nó giả làm ấu trùng kiến và con kiến tha ấu trùng nhện về tổ. Nó thường ăn tetramorium caespitum hoặc lasius platythorax.
Z. rubidum có kích thước dài 5 mm. Giống như nhiều nhện zodariid, nó di chuyển trên mặt đất mở vào buổi tối và ban đêm.
Loài này phân bố ở tây nam nước Pháp, nhưng đã lan rộng trong vài thập niên cuối cùng vào trung tâm châu Âu, và đã được du nhập đến Mỹ và Canada.